# Burimamid
Burimamid je antagonist H2 i H3 histaminskih receptora. On je uglavnom neaktivan kao H2 antagonist pri fiziološkom pH, i njegov H3 afinitet je 100 puta veći. On je derivat tioureje.
Burimamid su razvili naučnici kompanije Smit, Klajn & Frenč (sada GlaxoSmithKline). Njihova namera je bila da razviju histaminski antagonist za tretman čira na dvanaestopalačnom crevu. Otkriće buriamida je ultimatno dovelo do razvoja cimetidina (Tagameta).